# C11 (manövervagn)
C11 är en typ av manövervagn som används på Saltsjöbanan i Stockholm. Vagnstypen är permanent parkopplad med motorvagnen C10.